# Juncitarsus
Il juncitarso (gen. Juncitarsus) è un uccello estinto, imparentato con i fenicotteri. Visse nell'Eocene medio (circa 45 milioni di anni fa) e i suoi resti sono stati ritrovati in Europa e Nordamerica.

## Descrizione
L'aspetto di questo animale doveva essere molto simile a quello dell'odierno cavaliere d'Italia (Himantopus himantopus): le zampe erano allungatissime, il becco era sottile e il collo moderatamente allungato. La taglia di Juncitarsus era intermedia tra quella di una grossa avocetta (Recurvirostra avosetta) e quella di un piccolo fenicottero (Phoenicopterus minor). Il becco diritto non aveva ancora mostrato la tendenza ad incurvarsi, come nei fenicotteri attuali, e probabilmente non era ancora avvenuta una vera specializzazione per nutrirsi filtrando l'acqua.

## Classificazione
Nonostante l'aspetto primitivo e poco differenziato dagli uccelli caradriiformi (Charadriiformes), Juncitarsus è considerato già appartenente al gruppo dei fenicotteri (Phoenicopteriformes), a causa di alcune caratteristiche dello scheletro. Questo animale è considerato quindi una sorta di “mosaico” tra caradriiformi e veri fenicotteri; i fossili inoltre suggerirebbero che i fenicotteri non siano imparentati con i ciconiiformi (come precedentemente ritenuto) ma siano derivati da caradriiformi primitivi. Di questo animale sono note due specie: Juncitarsus gracillimus, rinvenuto nel Wyoming, e J. merkeli, della Germania.

## Stile di vita
Questo uccello probabilmente viveva in colonie, dal momento che sono stati ritrovati numerosi esemplari giovani di J. gracillimus, troppo piccoli per volare, in uno stesso sito fossilifero. Le ossa frontali di uno di questi reperti indicano inoltre che erano presenti depressioni per ospitare le ghiandole del sale; ciò indicherebbe un habitat di acqua salata per questi animali: questa caratteristica accomuna Juncitarsus con i moderni fenicotteri che abitano laghi salati.